# Dinastia de Trastâmara

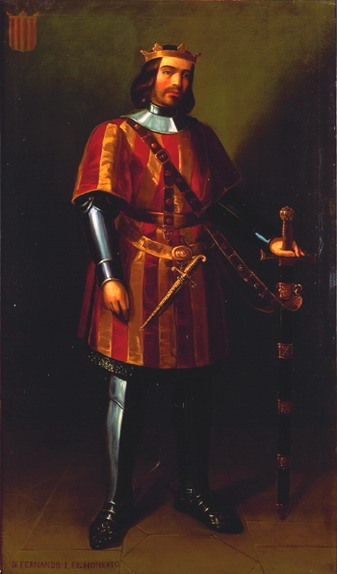
Fernando I de Aragão

A dinastia de Trastâmara, fundada pelo rei Henrique II, governou o reino de Castela de 1369 a 1516 . Pelo Compromisso de Caspe, celebrado em 1412 na sequência da morte sem herdeiros de Martim I de Aragão, foi inaugurado um novo ramo da dinastia de Trastâmara na Coroa de Aragão, onde passou a governar Fernando de Antequera, segundo filho de João I de Castela e neto de Henrique II.
A casa (um ramo colateral da reinante Casa de Borgonha tomou seu nome do Condado de Trastâmara, no noroeste da Galiza, condado referido ao rio Tambre, título que ostentava Henrique II (após a guerra civil que terminou com a morte em 1369 do seu meio-irmão paterno Pedro I de Castela), desde 1345, juntamente com os títulos de conde de Lemos e Sarria, por ter prohijado por o nobre asturiano Rodrigo Alvares.
Dinastia de origem bastarda e fratricida; mas tronco de descendentes ilustres dotados de mentes abertas e virtudes políticas, segundo o historiador Ramón Menéndez Pidal, é casa dinástica de alguns personagens conhecidos da história espanhola que se destacam, entre eles:
- João I de Castela - Rei de Castela, esposo da princesa Beatriz de Portugal, filha do rei português Fernando I.
- Isabel, a Católica - Rainha de Castela, esposa do rei Fernando II de Aragão e mãe de Joana de Castela, sucessora de Isabel; Isabel de Aragão e Maria de Aragão, rainhas de Portugal e esposas do rei português Manuel, o venturoso e da rainha inglesa Catarina de Aragão, esposa do príncipe de Gales Artur, e de Henrique VIII de Inglaterra.
- Joana de Trastâmara - Filha do rei Henrique IV de Castela e sobrinha da rainha Isabel, a Católica e também rainha de Portugal, cognominada pelo rei João II de Portugal de 'A Excelente-Senhora', por suas obras de caridades diversas e constantes.
- Joana de Castela - Rainha de Castela, sucessora de Isabel, mãe de Carlos I de Espanha e da rainha portuguesa Catarina de Áustria.
- Isabel de Aragão - Rainha de Portugal, primeira esposa de Manuel, o venturoso.
- Maria de Aragão - Rainha de Portugal, segunda esposa de Manuel I de Portugal, mãe do rei João III de Portugal e do Cardeal-Rei Henrique I de Portugal.
- Catarina de Aragão - Rainha da Inglaterra e consorte do príncipe Artur, príncipe de Gales e de Henrique VIII de Inglaterra, mãe da rainha Maria I de Inglaterra, que foi repudiada pelo rei, para que ele se casasse com Ana Bolena.

O último monarca desta casa em governar na Espanha foi a rainha Joana I a Louca, que deu passo com o seu filho, Carlos I, ao governo da Espanha por reis da casa de Habsburgo.

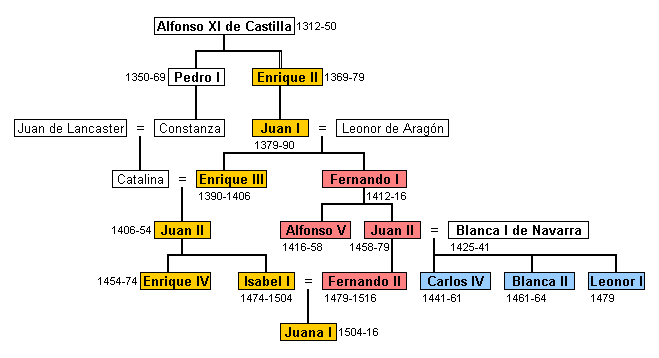
Genealogia dos reis da Casa de Trastâmara: em amarelo os reis de Castela, em vermelho os da Coroa de Aragão, em azul os de Navarra. Ao casar-se com Catarina de Lencastre (neta e herdeira de Pedro I), Henrique III recuperou a legitimidade dinástica perdida pela usurpação de Henrique II.